# アカデミー出版
アカデミー出版は、シドニィ・シェルダン執筆の作品を中心とした海外小説の意訳本を出している出版社。

## イングリッシュ・アドベンチャー
略称「EA」。全12巻の英語教材を、各月1回、1年間かけて送付。構成は、テキストブックと解説本、CD（以前はレコード・カセットテープでの頒布もしていた）、日本語全訳冊子、テキスト全巻をまとめたペーパーバック版。この教材の特徴は、シドニィ・シェルダン執筆の作品に、オーソン・ウェルズやジェリー・ルイス、ヘレン・ヘイズ、フィービー・ケーツといったハリウッド映画俳優が声優をつとめていることにある。
- 初級コース「家出のドリッピー」 - EA第3作。シドニィ・シェルダンと娘（メアリー・シェルダン）の合作。同名の子供向け絵本の内容に、教材用として大幅に加筆したもの。
- 初中級コース「コインの冒険」 - EA第4作。書下ろし（後に同社から『運命の２５セント』という題名で小説が出ている。）。
- 中級コース「追跡」- シリーズ中、最初にリリースされた教材。書下ろし。陰謀にまきこまれた日本の少年マツモト・マサオのアメリカでの逃避行を描く。オーソン・ウェルズがひとりで朗読し、すべてのキャラクターを演じる。
- 上級コース「ゲームの達人」 -  EA第2作。65億円の製作費を投じて全米200局以上で放映された大ヒット作を教材用に加筆修正したもの。

「念願の医学部に現役合格」などの体験者の声をベースに、新聞の全面広告などで度々宣伝されている。

## 超訳シリーズ
アカデミー出版刊行の海外小説の意訳本のシリーズ。超訳とは、天馬龍行（アカデミー出版社長・益子のペンネーム）が考案した翻訳法で、作者が何を言おうとしているのかを主眼にして、読者が読みやすいよう自然に訳す、という概念の翻訳法である。アカデミー出版の登録商標。下訳されたものを別の人間が読み、綴り直すというのは特に新しい手法という訳ではない。特異な点はその行為を「売り」にしたところにある。
ときに大幅に原文を省略したり、原文の順番を変える（例えば、クライマックスをプロローグにもってくる）など、実質的には翻訳というより「非常に思い切った意訳」であり、一種の翻案ともいえる。『週刊文春』が平成3年3月14日号でシドニィ・シェルダンの特集に組み、前記のような行為が行われていることを指摘し、これは翻訳ではなく改竄だと批判した。また、同誌上では超訳された『真夜中は別の顔』を英訳したものをシドニィ・シェルダン本人に見せたら、顔を引きつらせて驚愕していたとするインタビュー記事が掲載されたが、のち『週刊ポスト』が平成3年4月19日号でシドニィ・シェルダンの特集を組み、週刊文春の記事は発言がねじまげられている、アカデミー出版の翻訳に満足していると語るインタビュー記事が掲載された。 
天馬龍行は初めて「超訳」を実践した “Master of the Game” の翻訳を『ゲームの達人』のタイトルで出版、上下巻合わせて750万部のベストセラーとなった。当初はシドニィ・シェルダンの一連の作品を扱っていたが、現在はダニエル・スティール、ジョン・グリシャム、ディーン・クーンツ、ニコラス・スパークスの作品も扱っている。
超訳シリーズは出版されると「この本を読んだら寝不足になる」などの触れ込みで宣伝され、ベストセラーの上位に顔を出すことが多い。帯に「傑作」「傑作中の傑作」「最高傑作」「最新傑作」などの宣伝句が書かれているのが特徴。